# Neobephrata petiolata
Neobephrata petiolata är en stekelart som beskrevs av T.C. Narendran och Padmasenan 1989. Neobephrata petiolata ingår i släktet Neobephrata och familjen kragglanssteklar. Inga underarter finns listade i Catalogue of Life.